# 黄金温泉 (北海道)

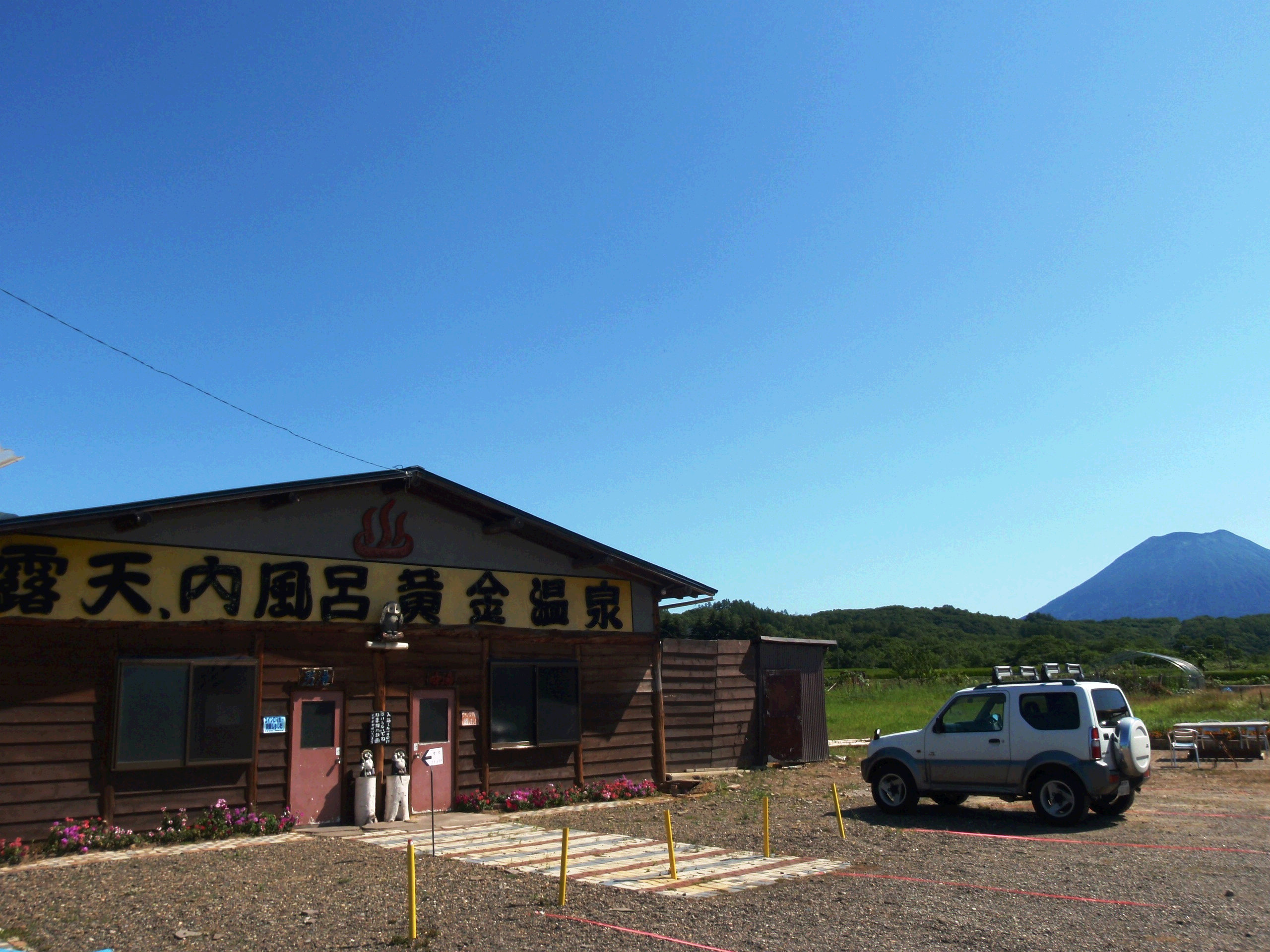
施設外観

黄金温泉（こがねおんせん）は、北海道磯谷郡蘭越町黄金にある温泉。ニセコ黄金温泉とも呼称される。

## 泉質
- ナトリウム - 塩化物・炭酸水素塩・硫酸塩泉（中性低張性温泉）（旧泉質名：含食塩 - 芒硝 - 重曹泉）
  - 源泉温度 36.7℃、48.9℃、pH 6.8（中性）
  - 弱黄色透明、無味、無臭[1]
  - 2本の源泉を掛け合わせ温度調整が行われ無加水源泉掛け流しである。

## 温泉地
個人経営の日帰り入浴施設が1軒存在する。源泉掛け流し方式で、男女別の内風呂と、半混浴の露天風呂を有する。露天風呂からはニセコアンヌプリと羊蹄山を望める。温泉の他に主人が打つ十割蕎麦が名物となっていた。
(経営が２代目に受け継がれ元主人は経営、管理全てにおいて退いたため2021年をもって十割蕎麦は終了している)

## 歴史
- 2002年（平成14年）、農家を営んでいた先代の主人が農業用の井戸水を求めて掘削したところ、温泉が湧出した。
- 2021年（令和３年）２代目息子夫婦に経営、管理が引き継がれ内湯、露天風呂等リニューアルされ露天風呂には打たせ湯が２本  駐車場横に足湯も併設された。

## アクセス
- 北海道旅客鉄道函館本線昆布駅から約3.2km。